# Capricornis rubidus
O serau-vermelho (Capricornis rubidus) é uma espécie de serau presente em Myanmar.

## Taxonomia
O nome binomial Capricornis rubidus é de autoria de Blyth (1863).

## Descrição e ecologia
O comprimento da cabeça e corpo é de 140-155 centímetros, altura dos ombros de 85-95 centímetros, tamanho da cauda de 8-16 centímetros e peso de uma espécime adulta de 110-160 quilogramas. A pelagem do serau vermelho é uma cor entre vermelho e marrom. A parte inferior é branca. Uma linha dorsal preta percorre o corpo da cauda até os ombros. O topo da garganta tem uma crista de pelagem que pode encontrar-se ereta caso o animal esteja excitado. As orelhas são longas e pontudas. Tanto macho quanto fêmea têm chifres de extensão de 15-25 centímetros e que se curvam para trás, tendendo a ser maiores e mais espessos em machos.
Pouco é conhecido sobre os seraus vermelhos, embora acredita-se que sejam similares à outras espécies de serau. Provavelmente encontram-se solitários ou em grupos de 2-5 indivíduos. Não há informações disponíveis sobre sua dieta, porém dois zoológicos indianos os alimentam com jacas, bananas, cenouras, grão-de-bico, ervilhas, folhas de figueira, amora, abóbora, entre outros. A maturidade sexual é atingida a partir de aproximadamente 30 meses para fêmeas e 30-36 meses para machos. O período de gestação é de cerca de 7 meses, e o desmame ocorre a partir do quinto ou sexto mês. Podem viver por até 10-20 anos, e seus principais predadores são leopardos, cães-selvagens e águias.

## Distribuição e habitat
A distribuição desses animais não é bem conhecida, parcialmente devido à confusão com outras espécies similares. A espécie é presente do norte e possivelmente oeste de Myanmar. O território do C. rubidus pode em algumas localidades coincidir com o do C. milneedwardsii. É assumido que a espécie habite colinas íngrimes e acidentadas e lugares rochosos, assim como áreas de florestas em colinas e montanhas de menor inclinação.